# Jimi Manuwa
Samuel Babajimi Manuwa, detto Jimi (Sacramento, 18 febbraio 1980), è un artista marziale misto nigeriano naturalizzato britannico.
È stato sotto contratto con la federazione statunitense UFC, nella quale ha combattuto nella divisione dei pesi mediomassimi; nella stessa categoria è stato campione imbattuto nella promozione britannica UCMMA dal 2009 al 2011.

## Biografia
Nato negli Stati Uniti da genitori nigeriani, Manuwa si trasferì in Inghilterra quando aveva appena due anni; in adolescenza ebbe moltissimi problemi disciplinari a causa del suo comportamento, infatti venne espulso dalla scuola per atti osceni, fu coinvolto in risse e commise dei furti con scasso. Manuwa fu arrestato nel 2002 per un presunto furto e venne rilasciato l'anno successivo. Quando uscì dal carcere vide il suo amico combattere dentro una gabbia, ciò lo portò ad allenarsi. Manuwa ottenne una buona reputazione combattendo all'interno di una gabbia, riuscendo anche a vincere una lunga serie di competizioni.

## Carriera nella arti marziali miste
Jimi cominciò ad allenarsi agonisticamente nelle arti marziali miste nel 2007 dopo essersi infortunato gravemente ad un muscolo. Attualmente si allena nella Keddles Gym assiema ad Alan Keddlen e Dino Miringou. Manuwa non andò mai alla decisione da parte dei giudici in tutti i suoi match di MMA.

### UCMMA
Il 6 novembre 2008, Manuwa cominciò a combattere nella federazione Ultimate Challenge MMA, riuscendo a vincere il titolo dei pesi mediomassimi al suo terzo incontro. Jimi difese il titolo per ben cinque volte, molto più di qualsiasi altro lottatore della compagnia.
Il 22 ottobre 2011, difese per l'ultima volta il titolo all'evento UCMMA 24: Hands of War, contro Nick Chapman.

### BAMMA
Successivamente, firmò un contratto con la BAMMA. Qui affrontò Antony Rea all'evento BAMMA 8, vincendo il match per KO tecnico.

### UFC
Nel luglio 2012 firmò un contratto con la UFC. Manuwa debuttò nella federazione contro Kyle Kingsbury un membro del cast di The Ultimate Fighter 8,  all'evento UFC on Fuel TV: Struve vs. Miocic. Jimi vinse per KO tecnico, dopo che il dottore fermò l'incontro a causa dei ripetuti colpi all'occhio subiti da Kingsbury, che gli impedivano di vedere.
Il 16 febbraio 2013 ad UFC on Fuel TV: Barao vs. McDonald affrontò Cyrille Diabaté. Manuwa vince per KO tecnico dichiarato, infatti Diabaté iniziò a soffrire uno strappo muscolare alla fine del primo round.
Il suo terzo match in UFC lo vide affrontare, il 26 ottobre 2013, Ryan Jimmo all'evento UFC Fight Night: Machida vs. Muñoz. Nuovamente vinse per KO tecnico a causa di un infortunio alla gamba da parte di Jimmo.
L'8 marzo 2014 all'evento UFC Fight Night: Gustafsson vs. Manuwa, affrontò Alexander Gustafsson. Perse il suo primo match in carriera per KO tecnico al secondo round, dopo ben 14 vittorie consecutive. Nonostante la sconfitta ottenne il riconoscimento Fight of the Night.
L'8 novembre 2014 doveva vedersela contro la leggenda delle MMA Maurício Rua, ma proprio Manuwa subì un infortunio e dovette dare forfeit. Ritorna a combattere ad aprile del 2015, dove sconfigge per decisione unanime il polacco Jan Błachowicz.
A settembre affrontò Anthony Johnson all'evento UFC 191. Dopo aver perso nettamente il primo round, Manuwa venne colpito al volto con un potente pugno da parte di Johnson, che ottenne la vittoria per KO nella seconda ripresa.
Nel febbraio del 2016 avrebbe dovuto affrontare il polacco Nikita Krylov, ma verso la fine di dicembre, Manuwa venne rimosso dalla card per infortunio e l'intero incontro venne cancellato.
L'8 ottobre affrontò Ovince St. Preux all'evento UFC 204. A metà della seconda ripresa, Manuwa andò a segno con un potente gancio destro che stordì pesantemente il suo avversario e subito dopo trovò lo spazio per colpirlo ancora con un gancio sinistro, ponendo fine al match per KO. Con questa vittoria ottenne il premio Performance of the Night.
Il 29 luglio 2017, all'evento UFC 214, affronta lo svizzero Volkan Oezdemir ma viene sconfitto in soli quarantadue secondi per KO. Successivamente viene sconfitto dal polacco Jan Błachowicz per decisione unanime (Fight of the Night), dal brasiliano Thiago Santos per KO e dall'austriaco di origini serbe Alexandar Rakic ancora per KO. Pochi giorni dopo annuncia il ritiro.

## Risultati nelle arti marziali miste
| Risultato | Record | Avversario           | Metodo                             | Evento                                 | Data              | Round | Tempo | Luogo                   | Note                                          |
| --------- | ------ | -------------------- | ---------------------------------- | -------------------------------------- | ----------------- | ----- | ----- | ----------------------- | --------------------------------------------- |
| Sconfitta | 17-6   | Alexandar Rakic      | KO (calcio alla testa)             | UFC Fight Night: Gustaffson vs. Smith  | 1 giugno 2019     | 1     | 0:47  | Stoccolma, Svezia       |                                               |
| Sconfitta | 17-5   | Thiago Santos        | KO (pugno)                         | UFC 231: Holloway vs. Ortega           | 8 dicembre 2018   | 2     | 0:41  | Toronto, Canada         |                                               |
| Sconfitta | 17-4   | Jan Błachowicz       | Decisione (unanime)                | UFC Fight Night: Werdum vs. Volkov     | 17 marzo 2018     | 3     | 5:00  | Londra, Inghilterra     | Fight of the Night                            |
| Sconfitta | 17-3   | Volkan Oezdemir      | KO (pugni)                         | UFC 214: Cormier vs. Jones 2           | 29 luglio 2017    | 1     | 0:42  | Anaheim, Stati Uniti    |                                               |
| Vittoria  | 17-2   | Corey Anderson       | KO (pugno)                         | UFC Fight Night: Manuwa vs. Anderson   | 18 marzo 2017     | 1     | 3:05  | Londra, Inghilterra     | Performance of the Night                      |
| Vittoria  | 16-2   | Ovince St. Preux     | KO (pugni)                         | UFC 204: Bisping vs. Henderson 2       | 8 ottobre 2016    | 2     | 2:38  | Manchester, Inghilterra | Performance of the Night                      |
| Sconfitta | 15-2   | Anthony Johnson      | KO (pugni)                         | UFC 191: Johnson vs. Dodson 2          | 5 settembre 2015  | 2     | 0:28  | Las Vegas, Stati Uniti  |                                               |
| Vittoria  | 15-1   | Jan Błachowicz       | Decisione (unanime)                | UFC Fight Night: Gonzaga vs. Cro Cop 2 | 11 aprile 2015    | 3     | 5:00  | Cracovia, Polonia       |                                               |
| Sconfitta | 14-1   | Alexander Gustafsson | KO Tecnico (ginocchiata e pugni)   | UFC Fight Night: Gustafsson vs. Manuwa | 8 marzo 2014      | 2     | 1:18  | Londra, Inghilterra     | Fight of the Night.                           |
| Vittoria  | 14-0   | Ryan Jimmo           | KO Tecnico (infortunio alla gamba) | UFC Fight Night: Machida vs. Muñoz     | 26 ottobre 2013   | 2     | 4:41  | Manchester, Inghilterra |                                               |
| Vittoria  | 13-0   | Cyrille Diabaté      | KO Tecnico (ritiro)                | UFC on Fuel TV: Barao vs. McDonald     | 16 febbraio 2013  | 1     | 5:00  | Londra, Inghilterra     |                                               |
| Vittoria  | 12-0   | Kyle Kingsbury       | KO Tecnico (stop medico)           | UFC on Fuel TV: Struve vs. Miocic      | 29 settembre 2012 | 2     | 5:00  | Nottingham, Inghilterra | Debutto in UFC                                |
| Vittoria  | 11-0   | Antony Rea           | KO Tecnico (ritiro)                | BAMMA 8: Manuwa vs. Rea                | 10 dicembre 2011  | 1     | 5:00  | Nottingham, Inghilterra |                                               |
| Vittoria  | 10-0   | Nick Chapman         | KO Tecnico (ginocchiate)           | UCMMA 24: Hands of War                 | 22 ottobre 2011   | 1     | 2:14  | Londra, Inghilterra     | Difende il titolo dei Pesi Mediomassimi UCMMA |
| Vittoria  | 9-0    | Valentino Petrescu   | KO (pugno)                         | UCMMA 14: Invincible                   | 7 agosto 2010     | 1     | 3:08  | Londra, Inghilterra     | Difende il titolo dei Pesi Mediomassimi UCMMA |
| Vittoria  | 8-0    | Reza Mahdavian       | KO Tecnico (pugni)                 | UCMMA 12: Never Back Down              | 8 maggio 2010     | 1     | 3:19  | Londra, Inghilterra     | Difende il titolo dei Pesi Mediomassimi UCMMA |
| Vittoria  | 7-0    | Shaun Lomas          | KO Tecnico (pugni)                 | UCMMA 9: Fighting for Heroes           | 5 dicembre 2009   | 1     | 3:58  | Londra, Inghilterra     | Difende il titolo dei Pesi Mediomassimi UCMMA |
| Vittoria  | 6-0    | Luke Blythe          | KO (pugno)                         | UCMMA 6: Payback                       | 22 agosto 2009    | 2     | 4:22  | Londra, Inghilterra     | Difende il titolo dei Pesi Mediomassimi UCMMA |
| Vittoria  | 5-0    | Ryan Robinson        | KO Tecnico (pugni)                 | UCMMA 4: Relentless                    | 9 maggio 2009     | 1     | 2:03  | Londra, Inghilterra     | Vince il titolo dei Pesi Mediomassimi UCMMA   |
| Vittoria  | 4-0    | Jamie Hearn          | Sottomissione (ghigliottina)       | UCMMA 2: Unbreakable                   | 7 febbraio 2009   | 1     | 1:49  | Londra, Inghilterra     |                                               |
| Vittoria  | 3-0    | Chris Greig          | KO Tecnico (pugni)                 | UCMMA 1: Bad Breed                     | 6 dicembre 2008   | 2     | 1:35  | Londra, Inghilterra     | Debutto in UCMMA                              |
| Vittoria  | 2-0    | Dave Rintoul         | KO Tecnico (pugni)                 | FX3: Fight Night 9                     | 13 settembre 2008 | 1     | 3:10  | Reading, Inghilterra    |                                               |
| Vittoria  | 1-0    | Tom King             | KO Tecnico (pugni)                 | FCFN 8                                 | 26 luglio 2008    | 1     | 4:25  | Portsmouth, Inghilterra |                                               |